# Aqueela Zoll
Aqueela Zoll est une actrice américaine.
Religion: Christian; Risen King Community Church, Redding, California.
Biblical Name: Aquila modified to Aqueela. One of three girls all of which have biblical names.

## Filmographie

### Cinéma

#### Longs métrage
- 2019 : Une famille sur le ring (Fighting with My Family) de Stephen Merchant : Kirsten
- 2015 : Flight 42 : Cameron Hicks
- 2014 : Détour mortel 6 de Valeri Milev : Toni
- 2012 : Killjoy Goes to Hell (en) de John Lechago : Jezabeth

#### Court-métrage
- 2017 : Kinesthesia de Carrie Prince : Minny
- 2015 : From Here de Adam Finley : Summer

### Série télévisée
- 2019 : Filthy Rich de Tate Taylor : Rachel (2 épisodes).
- 2014-2017 : Bad Timing de Brandon Ravet, Cameron Fife et Andy Goldenberg : Eve (22 épisodes).
- 2016 : Rush: Inspired by Battlefield de Sam Gorski et Niko Pueringer : Drusilla (1 épisode).
- 2015 : American Dream de Barthélémy Grossmann : Savannah Avery (Mini-série : 10 épisodes).
- 2014 : CollegeHumor Originals de Emily Axford : Fille en bikini (1 épisode).
- 2014 : CollegeHumor Originals de Mitch Magee : Fille en bikini (1 épisode).
- 2014 : Chosen de Ben Ketai et Ryan Lewis : Candice (1 épisode).
- 2009 : The CollegeHumor Show de Sam Reich et David Fishel : Kate (1 épisode).

## Distinctions

### Nominations
- Connect Film Festival 2016 : Nomination au Prix du Jury du meilleur film pour From Here (2015) partagé avec Adam Finley (Réalisateur), Roxanna Kaye (Actrice), Leslie Stevens (Actrice) et Rachel Osting (Actrice),
- 2017 : Philadelphia FirstGlance Film Festival de la meilleure actrice principale dans un court-métrage dramatique pour Kinesthesia (2017).
- 2018 : Idyllwild International Festival of Cinema de la meilleure actrice principale dans un court-métrage dramatique pour Kinesthesia (2017).